# Temporada 2020 del Campeonato Mundial de Supersport
La Temporada 2020 del Campeonato Mundial de Supersport fue la vigesimosegunda temporada del Campeonato Mundial de Supersport, pero la vigesimocuarta teniendo en cuenta las dos celebradas bajo el nombre de Serie Mundial de Supersport. La temporada comenzó el 1 de marzo en el Circuito de Phillip Island en Australia y terminó el 18 de octubre en el Autódromo do Estoril.
Andrea Locatelli se convirtió en el nuevo campeón de mundo, obtuvo el título al ganar la carrera 2 de Barcelona, dos rondas antes del final de la temporada. Locatelli se convirtió en el tercer piloto italiano campeón de la categoría y el primero en salir campeón del Campeonato Mundial de Supersport ya que Paolo Casoli y Fabrizio Pirovano fueron campeones de la Serie Mundial de Supersport.

## Calendario
| Calendario 2020 | Calendario 2020 | Calendario 2020                       | Calendario 2020   | Calendario 2020   | Calendario 2020   | Calendario 2020   | Calendario 2020                  |
| Rnd             | País            | Circuito                              | Fecha             | Superpole         | Vuelta Rápida     | Piloto Ganador    | Equipo ganador                   |
| --------------- | --------------- | ------------------------------------- | ----------------- | ----------------- | ----------------- | ----------------- | -------------------------------- |
| 1               | Australia       | Phillip Island Grand Prix Circuit     | 1 de marzo        | Andrea Locatelli  | Andrea Locatelli  | Andrea Locatelli  | BARDAHL Evan Bros. WorldSSP Team |
| 2               | España          | Circuito de Jerez                     | 1 de agosto       | Andrea Locatelli  | Andrea Locatelli  | Andrea Locatelli  | BARDAHL Evan Bros. WorldSSP Team |
| 2               | España          | Circuito de Jerez                     | 2 de agosto       | Andrea Locatelli  | Andrea Locatelli  | Andrea Locatelli  | BARDAHL Evan Bros. WorldSSP Team |
| 3               | Portugal        | Algarve International Circuit         | 8 de agosto       | Andrea Locatelli  | Andrea Locatelli  | Andrea Locatelli  | BARDAHL Evan Bros. WorldSSP Team |
| 3               | Portugal        | Algarve International Circuit         | 9 de agosto       | Andrea Locatelli  | Andrea Locatelli  | Andrea Locatelli  | BARDAHL Evan Bros. WorldSSP Team |
| 4               | España          | Motorland Aragón                      | 29 de agosto      | Andrea Locatelli  | Andrea Locatelli  | Andrea Locatelli  | BARDAHL Evan Bros. WorldSSP Team |
| 4               | España          | Motorland Aragón                      | 30 de agosto      | Andrea Locatelli  | Andrea Locatelli  | Andrea Locatelli  | BARDAHL Evan Bros. WorldSSP Team |
| 5               | España          | Motorland Aragón                      | 5 de septiembre   | Andrea Locatelli  | Andrea Locatelli  | Andrea Locatelli  | BARDAHL Evan Bros. WorldSSP Team |
| 5               | España          | Motorland Aragón                      | 6 de septiembre   | Andrea Locatelli  | Andrea Locatelli  | Andrea Locatelli  | BARDAHL Evan Bros. WorldSSP Team |
| 6               | España          | Circuit de Barcelona-Catalunya        | 19 de septiembre  | Andrea Locatelli  | Andrea Locatelli  | Andy verdoïa      | bLU cRU WorldSSP by MS Racing    |
| 6               | España          | Circuit de Barcelona-Catalunya        | 20 de septiembre  | Andrea Locatelli  | Isaac Viñales     | Andrea Locatelli  | BARDAHL Evan Bros. WorldSSP Team |
| 7               | Francia         | Circuit de Nevers Magny-Cours         | 3 de octubre      | Kyle Smith        | Andrea Locatelli  | Andrea Locatelli  | BARDAHL Evan Bros. WorldSSP Team |
| 7               | Francia         | Circuit de Nevers Magny-Cours         | 4 de octubre      | Kyle Smith        | Hannes Soomer     | Lucas Mahias      | Kawasaki Puccetti Racing         |
| 8               | Portugal        | Autódromo do Estoril                  | 17 de octubre     | Andrea Locatelli  | Isaac Viñales     | Andrea Locatelli  | BARDAHL Evan Bros. WorldSSP Team |
| 8               | Portugal        | Autódromo do Estoril                  | 18 de octubre     | Andrea Locatelli  | Isaac Viñales     | Lucas Mahias      | Kawasaki Puccetti Racing         |
|                 | Italia          | Misano World Circuit Marco Simoncelli | Carrera Cancelada | Carrera Cancelada | Carrera Cancelada | Carrera Cancelada | Carrera Cancelada                |
|                 | Argentina       | Circuito San Juan Villicum            | Carrera Cancelada | Carrera Cancelada | Carrera Cancelada | Carrera Cancelada | Carrera Cancelada                |
|                 | Reino Unido     | Donington Park                        | Carrera Cancelada | Carrera Cancelada | Carrera Cancelada | Carrera Cancelada | Carrera Cancelada                |
|                 | Países Bajos    | TT Circuit Assen                      | Carrera Cancelada | Carrera Cancelada | Carrera Cancelada | Carrera Cancelada | Carrera Cancelada                |
|                 | Catar           | Losail International Circuit          | Carrera Cancelada | Carrera Cancelada | Carrera Cancelada | Carrera Cancelada | Carrera Cancelada                |
| -               | Italia          | Autodromo Enzo e Dino Ferrari         | Carrera Cancelada | Carrera Cancelada | Carrera Cancelada | Carrera Cancelada | Carrera Cancelada                |
| -               | Alemania        | Motorsport Arena Oschersleben         | Carrera Cancelada | Carrera Cancelada | Carrera Cancelada | Carrera Cancelada | Carrera Cancelada                |

## Pilotos y equipos
| Parrilla 2020                    | Parrilla 2020 | Parrilla 2020 | Parrilla 2020 | Parrilla 2020         | Parrilla 2020 |
| Equipo                           | Constructor   | Moto          | No.           | Piloto                | Rondas        |
| -------------------------------- | ------------- | ------------- | ------------- | --------------------- | ------------- |
| MV Agusta Reparto Corse          | MV Agusta     | F3 675        | 1             | Randy Krummenacher    | 1             |
| MV Agusta Reparto Corse          | MV Agusta     | F3 675        | 3             | Raffaele De Rosa      | 1–3           |
| MV Agusta Reparto Corse          | MV Agusta     | F3 675        | 22            | Federico Fuligni      | 1–3           |
| EAB Ten Kate Racing              | Yamaha        | YZF-R6        | 4             | Steven Odendaal       | 1–3           |
| Kawasaki Puccetti Racing         | Kawasaki      | ZX-6R         | 5             | Philipp Öttl          | 1–3           |
| Kawasaki Puccetti Racing         | Kawasaki      | ZX-6R         | 44            | Lucas Mahias          | 1–3           |
| Dynavolt Honda                   | Honda         | CBR600RR      | 6             | María Herrera         | 3             |
| Dynavolt Honda                   | Honda         | CBR600RR      | 52            | Patrick Hobelsberger  | 1–3           |
| Dynavolt Honda                   | Honda         | CBR600RR      | 78            | Hikari Okubo          | 1–2           |
| bLU cRU WorldSSP by MS Racing    | Yamaha        | YZF-R6        | 9             | Galang Hendra Pratama | 1–3           |
| bLU cRU WorldSSP by MS Racing    | Yamaha        | YZF-R6        | 25            | Andy verdoïa          | 1–3           |
| GMT94 Yamaha                     | Yamaha        | YZF-R6        | 16            | Jules Cluzel          | 1–3           |
| GMT94 Yamaha                     | Yamaha        | YZF-R6        | 94            | Corentin Perolari     | 1–3           |
| Kallio Racing                    | Yamaha        | YZF-R6        | 32            | Isaac Viñales         | 1–3           |
| Kallio Racing                    | Yamaha        | YZF-R6        | 38            | Hannes Soomer         | 1–3           |
| BARDAHL Evan Bros. WorldSSP Team | Yamaha        | YZF-R6        | 55            | Andrea Locatelli      | 1–3           |
| OXXO Yamaha Team Tóth            | Yamaha        | YZF-R6        | 56            | Péter Sebestyén       | 1–3           |
| OXXO Yamaha Team Tóth            | Yamaha        | YZF-R6        | 84            | Loris Cresson         | 1–3           |
| Turkish Racing Team              | Kawasaki      | ZX-6R         | 61            | Can Öncü              | 1–3           |
| Cube Racing                      | Yamaha        | YZF-R6        | 68            | Oliver Bayliss        | 1             |
| Wójcik Racing Team               | Yamaha        | YZF-R6        | 71            | Christoffer Bergman   | 1–2           |
| MPM Routz Racing Team            | Yamaha        | YZF-R6        | 74            | Jaimie van Sikkelerus | 1             |
| MPM Routz Racing Team            | Yamaha        | YZF-R6        | 83            | Lachlan Epis          | 2–3           |
| H43 Team Nobby                   | Yamaha        | YZF-R6        | 77            | Miquel Pons           | 3             |
| Kawasaki ParkinGO Team           | Kawasaki      | ZX-6R         | 81            | Manuel González       | 1–3           |
| WRP Wepol Racing                 | Yamaha        | YZF-R6        | 99            | Danny Webb            | 1–3           |
| Pilotos WorldSSP Challenge       |               |               |               |                       |               |
| DK Motorsport                    | Yamaha        | YZF-R6        | 2             | Luigi Montella        | 2–3           |
| Emperador Racing Team            | Yamaha        | YZF-R6        | 12            | Alejandro Ruiz        | 2–3           |
| Altogoo Racing Team              | Yamaha        | YZF-R6        | 34            | Kevin Manfredi        | 3             |
| Altogoo Racing Team              | Yamaha        | YZF-R6        | 48            | Xavier Navand         | 2             |
| Soradis Yamaha Motoxracing       | Yamaha        | YZF-R6        | 47            | Axel Bassani          | 2–3           |

| Leyenda             | Leyenda |
| ------------------- | ------- |
| Piloto Titular      |         |
| Piloto Invitado     |         |
| Piloto de reemplazo |         |

- Todos los pilotos usan neumáticos Pirelli.

## Resultados
Sistema de puntuación
| Posición | 1º | 2º | 3º | 4º | 5º | 6º | 7º | 8º | 9º | 10º | 11º | 12º | 13º | 14º | 15º |
| Puntos   | 25 | 20 | 16 | 13 | 11 | 10 | 9  | 8  | 7  | 6   | 5   | 4   | 3   | 2   | 1   |

### Campeonato de pilotos
| Pos. | Piloto                | Moto      | PHI | JER | JER | POR | POR | ARA | ARA | ARA | ARA | BAR | BAR | MAG | MAG | POR | POR | Pts. |
| ---- | --------------------- | --------- | --- | --- | --- | --- | --- | --- | --- | --- | --- | --- | --- | --- | --- | --- | --- | ---- |
| 1    | Andrea Locatelli      | Yamaha    | 1   | 1   | 1   | 1   | 1   | 1   | 1   | 1   | 1   | 4   | 1   | 1   | Ret | 1   | 2   | 333  |
| 2    | Lucas Mahias          | Kawasaki  | 4   | 4   | 3   | 2   | Ret | 5   | 4   | 4   | 2   | 2   | 2   | 2   | 1   | Ret | 1   | 229  |
| 3    | Philipp Öttl          | Kawasaki  | Ret | 3   | 4   | 7   | 5   | 3   | 5   | 5   | 4   | 8   | 3   | 14  | 11  | 2   | 5   | 162  |
| 4    | Jules Cluzel          | Yamaha    | 2   | 2   | 2   | 6   | 2   | 2   | 2   | 3   | Ret |     |     |     |     | 9   | 9   | 160  |
| 5    | Steven Odendaal       | Yamaha    | 6   | 6   | 8   | 8   | 4   | 6   | 8   | Ret | 9   | 6   | 5   | 12  | 4   | 5   | 4   | 136  |
| 6    | Raffaele De Rosa      | MV Agusta | DSQ | 5   | 5   | 3   | 12  | 4   | 3   | 2   | Ret | 14  | 4   | 4   | Ret | Ret | 3   | 135  |
| 7    | Manuel González       | Kawasaki  | 7   | 8   | 10  | 10  | 6   | 8   | 10  | 6   | 8   | 7   | 7   | 7   | 6   | 7   | 7   | 126  |
| 8    | Isaac Viñales         | Yamaha    | 8   | Ret | 7   | 5   | 3   | 7   | 6   | Ret | 3   | 15  | 6   | 13  | Ret | 4   | 6   | 116  |
| 9    | Hannes Soomer         | Yamaha    | 5   | 10  | 9   | 9   | 8   | Ret | Ret | 19  | 5   | 13  | 10  | 3   | 3   | 3   | 8   | 115  |
| 10   | Corentin Perolari     | Yamaha    | 3   | 7   | 6   | 4   | 7   | 10  | 7   | 9   | 7   | 16  | 8   | 11  | Ret | 10  | 13  | 110  |
| 11   | Danny Webb            | Yamaha    | 10  | 12  | 11  | 11  | 22  | 9   | 9   | 8   | 10  | 18  | 9   | 10  | 8   | 11  | 10  | 80   |
| 12   | Can Öncü              | Kawasaki  | 9   | 9   | 12  | Ret | 10  | 13  | 13  | Ret | Ret | 12  | Ret | 6   | 7   | 6   | 14  | 65   |
| 13   | Péter Sebestyén       | Yamaha    | 12  | Ret | DNS | 12  | 11  | Ret | 11  | 7   | 6   | 20  | 11  | 9   | Ret | Ret | Ret | 49   |
| 14   | Kevin Manfredi        | Yamaha    |     |     |     | Ret | 13  |     |     | 13  | Ret | 5   | 13  | 5   | 10  | 14  | 18  | 39   |
| 15   | Kyle Smith            | Yamaha    |     |     |     |     |     |     |     |     |     | 3   | Ret | Ret | 2   |     |     | 36   |
| 16   | Andy Verdoïa          | Yamaha    | 13  | Ret | 15  | Ret | 20  | 20  | 19  | 15  | 15  | 1   | 14  | 18  | Ret | 15  | 15  | 35   |
| 17   | Axel Bassani          | Yamaha    |     | Ret | Ret | 13  | 19  | 18  | Ret | 14  | 13  | 10  | 12  | 15  | 14  | 8   | 12  | 33   |
| 18   | Federico Fuligni      | MV Agusta | DSQ | 13  | 14  | Ret | 16  | 12  | 12  | 10  | 14  | 17  | Ret | 8   | Ret | 13  | 17  | 32   |
| 19   | Alejandro Ruiz        | Yamaha    |     | 11  | 13  | DNS | DNS | 11  | 14  | 11  | 11  | 23  | 18  | 16  | Ret | Ret | 16  | 25   |
| 20   | Karel Hanika          | Yamaha    |     |     |     |     |     |     |     |     |     |     |     | Ret | 5   | Ret | 11  | 16   |
| 21   | Miquel Pons           | Yamaha    |     |     |     | 14  | 9   |     |     |     |     |     |     |     |     |     |     | 16   |
| 21   | Miquel Pons           | Honda     |     |     |     |     |     |     |     |     |     | 9   | 17  |     |     |     |     | 16   |
| 22   | Hikari Okubo          | Honda     | Ret | Ret | Ret |     |     | 17  | 15  | Ret | DNS |     |     | Ret | 9   | 12  | Ret | 12   |
| 23   | Loris Cresson         | Yamaha    | 15  | 14  | 18  | 15  | 14  | 19  | 17  | 16  | 16  | 11  | 15  | 17  | Ret |     |     | 12   |
| 24   | Galang Hendra Pratama | Yamaha    | 16  | Ret | 16  | 17  | 15  | 16  | 21  | 12  | 12  | Ret | Ret | Ret | 13  | 16  | Ret | 12   |
| 25   | Patrick Hobelsberger  | Honda     | 11  | Ret | Ret | 16  | 17  | 15  | 18  | Ret | 19  | 21  | Ret | DNS | DNS | 18  | 20  | 6    |
| 26   | Glenn van Straalen    | Yamaha    |     |     |     |     |     |     |     |     |     | 22  | 16  | Ret | 12  | 17  | 19  | 4    |
| 27   | María Herrera         | Honda     |     |     |     | 19  | 18  |     |     |     |     |     |     |     |     |     |     | 2    |
| 27   | María Herrera         | Yamaha    |     |     |     |     |     | 14  | 20  | 17  | 17  |     |     |     |     |     |     | 2    |
| 28   | Jaimie van Sikkelerus | Yamaha    | 14  |     |     |     |     |     |     |     |     |     |     |     |     |     |     | 2    |
| 29   | Luigi Montella        | Yamaha    |     | 15  | 19  | Ret | 21  | 21  | 22  | 18  | Ret | 24  | 19  | DNQ | DNQ |     |     | 1    |
|      | Stefano Valtulini     | Yamaha    |     |     |     |     |     | Ret | 16  |     |     |     |     |     |     |     |     | 0    |
|      | Lachlan Epis          | Yamaha    |     | 16  | 17  | 18  | Ret | Ret | Ret | Ret | 18  |     |     |     |     |     |     | 0    |
|      | Vincent Falcone       | Yamaha    |     |     |     |     |     |     |     |     |     |     |     |     |     | 19  | 21  | 0    |
|      | Óscar Gutiérrez       | Yamaha    |     |     |     |     |     |     |     |     |     | 19  | Ret |     |     |     |     | 0    |
|      | Guillem Erill         | Kawasaki  |     |     |     |     |     |     |     |     |     | Ret | 20  |     |     |     |     | 0    |
|      | Victor Barros         | Yamaha    |     |     |     |     |     |     |     |     |     |     |     |     |     | Ret | 22  | 0    |
|      | Stéphane Frossard     | Yamaha    |     |     |     |     |     |     |     |     |     |     |     | Ret | Ret |     |     | 0    |
|      | Christoffer Bergman   | Yamaha    | Ret | DNS | DNS |     |     |     |     |     |     |     |     |     |     |     |     | 0    |
|      | Randy Krummenacher    | MV Agusta | DSQ |     |     |     |     |     |     |     |     |     |     |     |     |     |     | 0    |
|      | Oliver Bayliss        | Yamaha    | DNS |     |     |     |     |     |     |     |     |     |     |     |     |     |     | 0    |
|      | Xavier Navand         | Yamaha    |     | WD  | WD  |     |     |     |     |     |     |     |     |     |     |     |     | 0    |
| Pos. | Piloto                | Moto      | PHI | JER | JER | POR | POR | ARA | ARA | ARA | ARA | BAR | BAR | MAG | MAG | POR | POR | Pts. |

| Color     | Resultado                                                               |
| --------- | ----------------------------------------------------------------------- |
| Oro       | Ganador                                                                 |
| Plata     | 2.ª plaza                                                               |
| Bronce    | 3.ª plaza                                                               |
| Verde     | Finalizó en los puntos                                                  |
| Azul      | Finalizó sin puntos                                                     |
| Azul      | NC - No clasificado                                                     |
| Violeta   | Ret - No terminó (Carrera)                                              |
| Rojo      | DNQ - No se clasificó                                                   |
| Negro     | DSQ - Descalificado                                                     |
| Blanco    | DNS - No empezó (carrera)                                               |
| Blanco    | WD - Retirado (fin de semana)                                           |
| Blanco    | C - Carrera cancelada                                                   |
| Sin color | DNP - Inscrito pero no participó                                        |
| Sin color | INJ - Lesionado                                                         |
| Sin color | EX - Excluido                                                           |
| Estado    | Resultado                                                               |
| Negrita   | Pole position                                                           |
| Cursiva   | Vuelta rápida                                                           |
| †         | Abandona, pero clasifica al completar el porcentaje requerido para ello |

### Campeonato de constructores
| Pos. | Constructor | PHI | JER | JER | POR | POR | ARA | ARA | ARA | ARA | BAR | BAR | MAG | MAG | POR | POR | Pts. |
| ---- | ----------- | --- | --- | --- | --- | --- | --- | --- | --- | --- | --- | --- | --- | --- | --- | --- | ---- |
| 1    | Yamaha      | 1   | 1   | 1   | 1   | 1   | 1   | 1   | 1   | 1   | 1   | 1   | 1   | 2   | 1   | 2   | 365  |
| 2    | Kawasaki    | 4   | 3   | 3   | 2   | 5   | 3   | 4   | 4   | 2   | 2   | 2   | 2   | 1   | 2   | 1   | 268  |
| 3    | MV Agusta   | DSQ | 5   | 5   | 3   | 12  | 4   | 3   | 2   | 14  | 14  | 4   | 4   | Ret | 13  | 3   | 140  |
| 4    | Honda       | 11  | Ret | Ret | 16  | 17  | 15  | 15  | Ret | 19  | 9   | 17  | Ret | 9   | 12  | 20  | 25   |
| Pos. | Constructor | PHI | JER | JER | POR | POR | ARA | ARA | ARA | ARA | BAR | BAR | MAG | MAG | POR | POR | Pts. |